# Un trou perdu
Pour plus de détails, voir Fiche technique et Distribution.
Un trou perdu (titre original : Backwoods Bunny) est un court métrage d'animation américain de la série Merrie Melodies mettant en scène Bugs Bunny, réalisé par Robert McKimson, sorti en 1959.

## Fiche technique
- Dates de sortie :
  -  États-Unis :  13 juin 1959